# Negastrioides
Negastrioides là một chi bọ cánh cứng trong họ 
Elateridae.
Chi này được miêu tả khoa học năm 1980 bởi Dolin.

## Các loài
Các loài trong chi này gồm:
- Negastrioides globicollis Dolin in Dolin, Panfilov, Ponomarenko & Pritykina, 1980
- Negastrioides tenuicornis Dolin in Dolin, Panfilov, Ponomarenko & Pritykina, 1980
- Negastrioides tenuis Dolin in Dolin, Panfilov, Ponomarenko & Pritykina, 1980
- Negastrioides tscherepanovi Dolin in Dolin, Panfilov, Ponomarenko & Pritykina, 1980